# Brevis esse laboro, obscurus fio
 Brevis esse laboro, obscurus fio  лат. (изговор: бревис есе лаборо, опскурус фио). Трудим се да будем кратак, а постајем неразумљив. (Хорације)

## Поријекло изрека
Изрекао, у посљедњем вијеку старе ере, Римски лирски пјесник, Хорације.“

## Тумачење
Поједностављивање, претјерана тежња за сажетим изражавањем, може да угрози разумљивост исказа.